# Rusino
Rusino (Arzèen in dialetto parmigiano) è una frazione del comune di Tizzano Val Parma, in provincia di Parma.
La località dista 5,35 km dal capoluogo.

## Geografia fisica
La località appenninica sorge a una quota di 1018 m s.l.m. alle pendici meridionali del monte Fuso, sul versante sinistro della val d'Enza.
Situata entro i confini del comune di Tizzano Val Parma, essa si trova nei pressi del punto di confluenza fra i tre comuni appenninici di Tizzano Val Parma, Palanzano e Neviano degli Arduini.

## Origini del nome
L'origine del toponimo è incerta, ma si ipotizza che possa derivare dal nome longobardo Rozo, Roza oppure Ruso.
Secondo la tradizione popolare, invece, il nome deriva dal dialettale Arzen (argine), a richiamare i tipici muri realizzati in pietra arenaria coi quali risulta terrazzato l'acclive territorio.

## Storia
Il territorio di Belvedere, da cui dipendeva Rusino, fu assegnato nel 1364 ai fratelli Niccolò e Giberto Terzi dal signore di Milano Bernabò Visconti. Il 19 agosto 1387, con diploma sigillato a Norimberga, l'imperatore Venceslao di Lussemburgo confermò ai Terzi le investiture delle terre appartenenti alla famiglia, comprendenti i feudi assegnati nel 1247 ai capostipiti da Cornazzano dall'imperatore Federico II di Svevia e tutti quelli ottenuti in seguito dalla casata.
Secondo la maggior parte degli storici, nei primi anni del XV secolo Ottobuono de' Terzi, signore di Tizzano, fece edificare a monte dell'abitato, all'incirca a metà distanza dal piccolo insediamento di Moragnano, la rocca di Belvedere, quale presidio fortificato sulla val d'Enza.
Nel 1409, in seguito all'uccisione del condottiero, il castello di Rusino fu occupato dal marchese Odoardo Pallavicino, per conto del marchese di Ferrara Niccolò III d'Este. Dopo la cessione di Parma in cambio di Reggio Emilia nel 1420 al duca di Milano Filippo Maria Visconti, quest'ultimo nel 1441 investì nuovamente del feudo di Belvedere Guido e Giberto Terzi.
Tra il 1447 e il 1448, nella breve parentesi temporale in cui Parma si rese indipendente da Milano, il Comune cittadino affidò direttamente la gestione del territorio, comprendente le località di Rusino, Moragnano, Vezzano, Groppizioso, Lalatta, Treviglio e Musiara, al podestà Antonio Caviceo, ma nel 1450 il duca Francesco Sforza elevò il feudo al rango di contea e lo assegnò ancora ai Terzi, che ricevettero conferma dell'investitura nove anni dopo.
Nel 1551, durante la guerra di Parma, il castello fu assaltato e conquistato da Camillo Rossi; la contea fu inglobata tra i domini dei Rossi.
Nel 1666 il marchese Scipione I de' Rossi, oberato dai debiti contratti per rientrare in possesso della contea di San Secondo, fu costretto a cedere alla Camera Ducale di Parma tutte le rocche appenniniche in suo possesso.
Nel 1774 il feudo di Belvedere fu assegnato al conte Giuseppe Camuti, che nel 1790 lo cedette, in cambio di alcune terre a Ronchetti di San Secondo, al conte Pietro Andrea Leggiadri Gallani; quest'ultimo ne mantenne i diritti fino al 1805, quando i decreti napoleonici sancirono la loro abolizione nell'ex ducato di Parma e Piacenza.
Durante la seconda guerra mondiale, nell'estate del 1944 la zona fu teatro dell'operazione Wallenstein, una serie di rastrellamenti di partigiani effettuati da forze nazi-fasciste; in tale occasione le milizie tedesche appiccarono il fuoco all'abitato di Rusino, ritenuto un centro strategico di appoggio per i partigiani.

## Monumenti e luoghi d'interesse
Il piccolo abitato è costituito da edifici interamente realizzati in arenaria del luogo.

### Chiesa della Beata Vergine della Neve

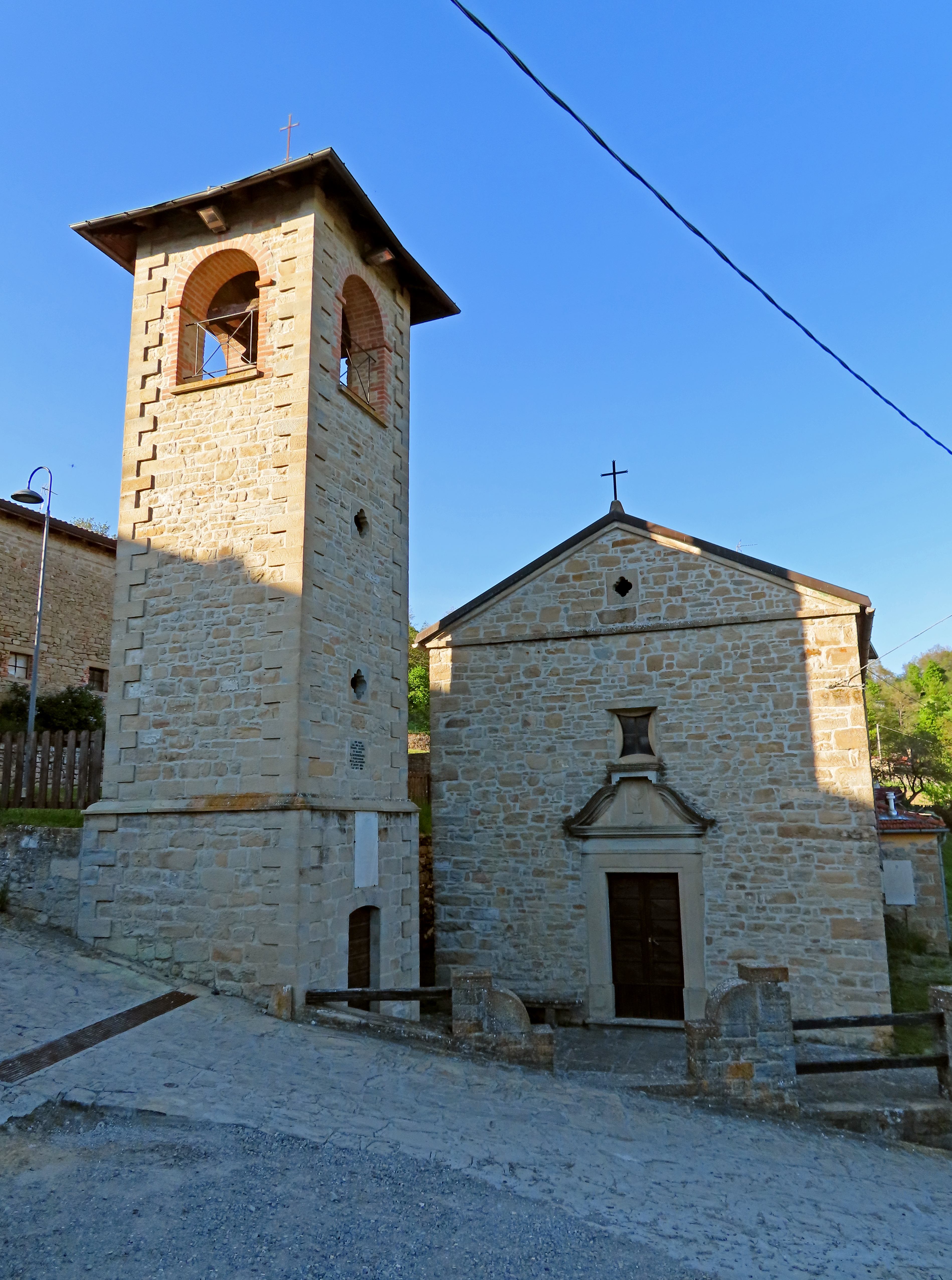
Chiesa della Beata Vergine della Neve

Edificata come oratorio nel XVI secolo, la chiesa barocca fu elevata a sede parrocchiale nel 1692; danneggiata dai bombardamenti alleati della seconda guerra mondiale, fu ricostruita nelle forme originarie al termine del conflitto; rivestita esternamente in pietra, è decorata con affreschi sulla volta a botte lunettata del presbiterio.

### Castello
Edificato agli inizi del XV secolo da Ottobuono de' Terzi, il castello di Rusino, noto anche come rocca di Belvedere, fu conquistato nel 1409 dal marchese di Ferrara Niccolò III d'Este, cui seguì nel 1420 il duca di Milano Filippo Maria Visconti; riassegnato nel 1441 ai Terzi, fu espugnato nel 1551 da Camillo Rossi; perso il suo ruolo strategico, cadde in seguito in abbandono e si ridusse a poche rovine; se ne conserva soltanto una torre mozza, rinforzata strutturalmente e svuotata dai detriti agli inizi del XX secolo.

### Cippo del monte Fuso
Inaugurato il 18 agosto del 1901, il cippo, noto anche come monumento alla Madonna dell'Alpe, sorge alla quota di 1117 m s.l.m. sulla vetta del monte Fuso, raggiungibile dal centro della frazione attraverso un antico sentiero nel bosco.

## Cultura

### Cucina
Nella piccola località, grazie alla natura silicea dei terreni, è diffusa la coltivazione della cosiddetta patata di Rusino, un tubero rosso utilizzato per la preparazione di varie pietanze.